# Doctrine Galopin
 (janvier 2021).
La mise en forme du texte ne suit pas les recommandations de Wikipédia : il faut le « wikifier ».
Les points d'amélioration suivants sont les cas les plus fréquents. Le détail des points à revoir est peut-être précisé sur la page de discussion.
- Les titres sont pré-formatés par le logiciel. Ils ne sont ni en capitales, ni en gras.
- Le texte ne doit pas être écrit en capitales (les noms de famille non plus), ni en gras, ni en italique, ni en « petit »…
- Le gras n'est utilisé que pour surligner le titre de l'article dans l'introduction, une seule fois.
- L'italique est rarement utilisé : mots en langue étrangère, titres d'œuvres, noms de bateaux, etc.
- Les citations ne sont pas en italique mais en corps de texte normal. Elles sont entourées par des guillemets français : « et ».
- Les listes à puces sont à éviter, des paragraphes rédigés étant largement préférés. Les tableaux sont à réserver à la présentation de données structurées (résultats, etc.).
- Les appels de note de bas de page (petits chiffres en exposant, introduits par l'outil «  Source ») sont à placer entre la fin de phrase et le point final[comme ça].
- Les liens internes (vers d'autres articles de Wikipédia) sont à choisir avec parcimonie. Créez des liens vers des articles approfondissant le sujet. Les termes génériques sans rapport avec le sujet sont à éviter, ainsi que les répétitions de liens vers un même terme.
- Les liens externes sont à placer uniquement dans une section « Liens externes », à la fin de l'article. Ces liens sont à choisir avec parcimonie suivant les règles définies. Si un lien sert de source à l'article, son insertion dans le texte est à faire par les notes de bas de page.
- La présentation des références doit suivre les conventions bibliographiques. Il est recommandé d'utiliser les modèles {{Ouvrage}}, {{Chapitre}}, {{Article}}, {{Lien web}} et/ou {{Bibliographie}}. Le mode d'édition visuel peut mettre en forme automatiquement les références.
- Insérer une infobox (cadre d'informations à droite) n'est pas obligatoire pour parachever la mise en page.

Pour une aide détaillée, merci de consulter Aide:Wikification.
Si vous pensez que ces points ont été résolus, vous pouvez retirer ce bandeau et améliorer la mise en forme d'un autre article.

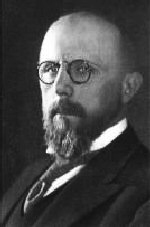
Alexandre Galopin, avant 1944.

La doctrine Galopin, du nom de son promoteur, Alexandre Galopin, est une doctrine économique qui fut mise au point en Belgique durant la Seconde Guerre mondiale entre juillet 1940 et septembre 1944. La doctrine poursuivait un triple objectif directement dicté par la politique du moindre mal. Il s'agissait de garder la main sur l'industrie belge éminemment dépendante de ses exportations ; de sauvegarder l'emploi en évitant un chômage massif qui aurait été dicté par l'enrayement de la machine industrielle et de contrer par là la déportation de travailleurs comme fut le cas lors de la Première Guerre mondiale ; et enfin de favoriser l'importation de denrées alimentaires avec l'occupant en échange de cette contribution industrielle,.

## Mise en place
Dès le 15 juillet 1940, les ministres Paul-Henri Spaak et Camille Gutt reçoivent Alexandre Galopin, Max-Léo Gérard et Fernand Collin, qui seront à l'origine du Comité Galopin en représentant respectivement la Société générale, la Banque de Bruxelles et la Kredietbank. Ces derniers reçoivent un appui inconditionnel des ministres qui leur signifient : « Nous vous confions la Belgique ». Bien sûr, il ne pourrait être question de contribuer directement à l'effort de guerre allemand, comme en produisant de l'armement, mais de maintenir l'outil de production industriel belge. L'embargo britannique sur l'importation de denrées alimentaires sur le continent rendant vain tout espoir de voir les États-Unis venir au secours des populations, comme fut le cas lors de la Première Guerre mondiale. Par ailleurs, il s'agissait également de préserver cette économie pour d'ores et déjà préparer l'après-guerre.
Si la vocation première du Comité était de pourvoir au financement des salaires des fonctionnaires et des allocataires sociaux, le groupement eut une incidence bien plus profonde encore se comportant comme un véritable gouvernement économique de l'ombre. La doctrine sera adaptée et développée en 1941 et 1942. Elle ne tint pas compte de l'article 115 du code pénal, interdisant de produire pour l'occupant, mais s'opposera à ce que l'industrie soit mise trop directement au service de l'envahisseur comme en produisant des armes. Par ailleurs, il est explicitement interdit que des considérations strictement financières président aux choix des marchés.
La doctrine n'empêchera pas l'instauration du Service du travail obligatoire en octobre 1942.
Une assistance financière secrète fut également mise sur pied avec l'accord de la Société générale et alimentée par des contributions volontaires. Cette assistance réunit 40 millions de francs. Les organisations syndicales, chrétiennes et socialistes ; les fonctionnaires ! les universités fermées ; et l'armée secrète en profiteront.
Le 28 février 1944, avec l'approbation d'Heinrich Himmler, des collaborateurs nazis, membres du « corps de sécurité » SS dirigé par Robert Jan Verbelen (futur collaborateur des Américains) composé à la fois de membres de DeVlag et de la Algemeene-SS Vlaanderen, assassinent Alexandre Galopin.